# Eucalyptus alba

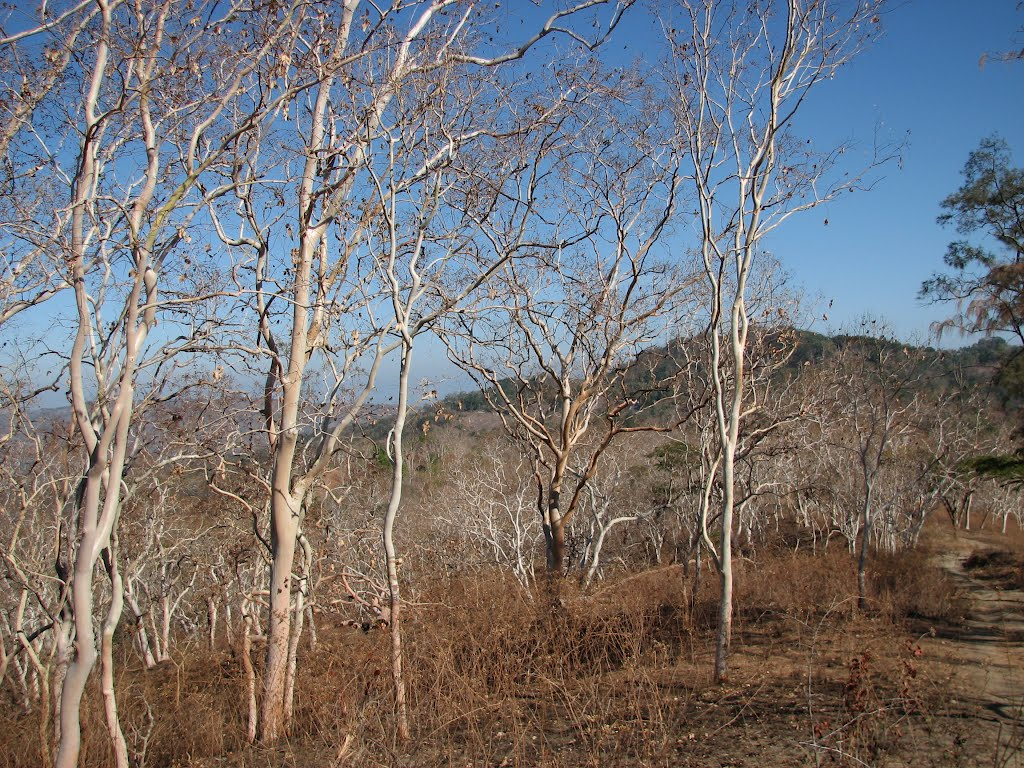
Eucalyptus alba in der Trockenzeit in Luro (Osttimor)

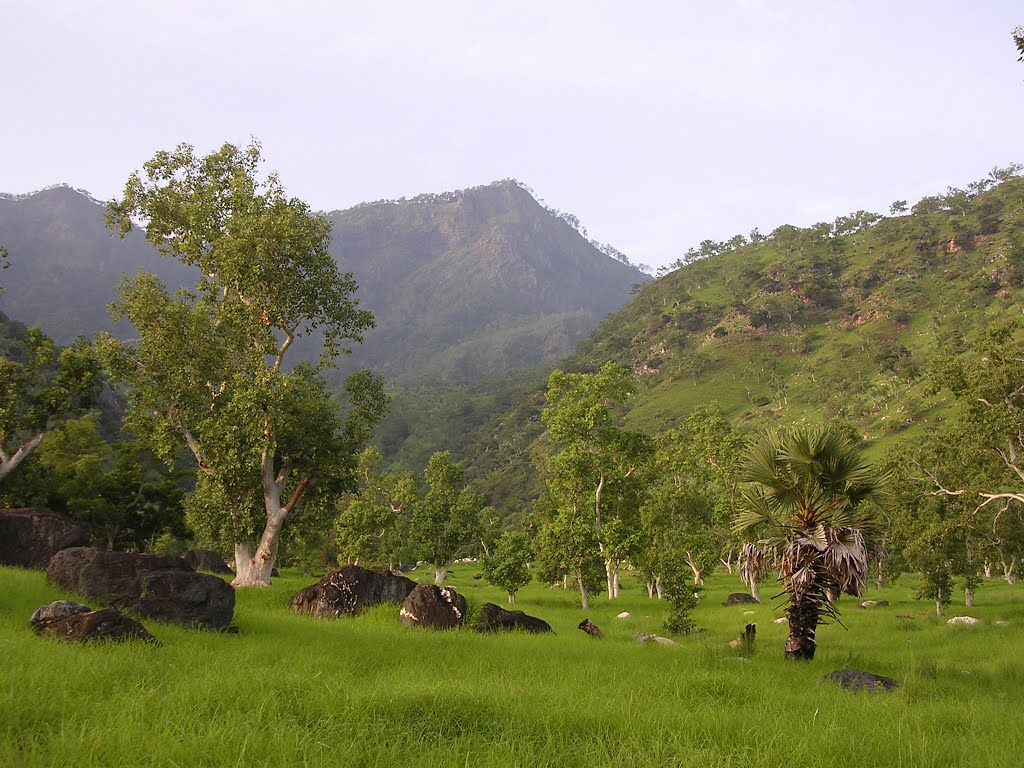
Eucalyptus alba Mitte der Regenzeit in Uma Caduac (Osttimor)

Eucalyptus alba ist eine Pflanzenart innerhalb der Familie der Myrtengewächse (Myrtaceae). Sie kommt im Norden Australiens, an der Ostküste von Queensland, auf den Inseln Timor und Atauro und an der Südostküste von Papua-Neuguinea vor und wird dort „Poplar Gum“, „Timor White Gum“, „White Gum“, „Khaki Gum“, „Salmon Gum“oder „Wongoola“ genannt.

## Beschreibung

### Erscheinungsbild und Blatt
Eucalyptus alba wächst als laubabwerfender Baum, der Wuchshöhen von 5 bis 15 Meter, oder auch bis über 26 Meter erreicht. Die Borke ist glatt und besitzt rosarote bis weißliche Flecken. Der Stammdurchmesser erreicht über 0,7 Meter, selten bis über 1,5 Meter.
Bei Eucalyptus alba liegt Heterophyllie vor. Die Laubblätter sind immer wechselständig. Der Blattstiel ist 10 bis 33 mm lang. An jungen Exemplaren ist die auf Ober- und Unterseite verschiedenfarbig grüne Blattspreite eiförmig bis fast kreisrund. Die auf Ober- und Unterseite gleichfarbig grüne Blattspreiten an erwachsenen Exemplaren ist bei einer Länge von 7 bis 21 cm und einer Breite von etwa 2,5 cm schmal-lanzettlich bis breit-lanzettlich oder eiförmig und besitzt ein zugespitztes oberes Ende. Die Keimblätter (Kotyledone) sind verkehrt-nierenförmig.

### Blütenstand, Blüte und Frucht
Seitenständig in einem einfachen Blütenstand stehen etwa sieben Blüten zusammen. Die Blütenknospen sind kugelig bis eiförmig. Die Kelchblätter bilden eine bei einer Länge von 4 bis 7 mm und einer Breite von 3 bis 5 mm halbkugelige Calyptra, die früh abfällt. Die Blüten sind cremeweiß. Die Blütezeit reicht in Western Australia von Juli bis September.
Die Frucht ist bei einer Länge von 5 bis 8 mm und einem Durchmesser von 4 bis 7 mm halbkugelig oder verkehrt-konisch und drei- bis vierfachrig. Die Fruchtfächer stehen heraus.

## Vorkommen
Das natürliche Verbreitungsgebiet von Eucalyptus alba liegt im Nordosten von Western Australia, im Nordwesten und Norden des Northern Territory, im nördlichen und mittleren Abschnitt der Ostküste Queenslands sowie auf den Inseln Timor und Atauro und im östlichen Abschnitt der Südküste Papua-Neuguineas. In Western Australia tritt Eucalyptus alba in den selbständigen Verwaltungsbezirken Derbv-West Kimberley und Wyndham-East Kimberley in der Region Kimberley auf.
Eucalyptus alba wächst auf Sand- und Lehmböden sowie entlang der Ufer von Wasserläufen und in jahreszeitlich nassen Niederungen. Auch auf schweren Böden in lichten Wäldern, in Ebenen und in hügeligem Gelände tritt Eucalyptus alba auf.

## Taxonomie
Die Erstbeschreibung von Eucalyptus alba erfolgte 1826 durch Carl Ludwig Blume in Bijdragen tot de Flora van Nederlandsch Indië, Volume 17, S. 1101. Das Typusmaterial weist die Beschriftung „in insula Timor a Cl. Reinwardt detecta“ auf. Das Artepitheton alba ist vom lateinischen Wort albus für weiß abgeleitet und bezieht sich auf die Farbe der Flecken auf der Borke.
Synonyme für Eucalyptus alba Reinw. ex Blume sind Eucalyptus alba Reinw. ex Blume var. alba, Eucalyptus alba var. australasica Blakely & Jacobs, Eucalyptus tectifica F.Muell. und Eucalyptus australasica K.D.Hill & L.A.S.Johnson ined.

## Nutzung
Eucalyptus alba wurde neben seinem natürlichen Verbreitungsgebiet vor allen Dingen in Malaysia und auf dem südostasiatischen Festland angepflanzt.
Das Kernholz von Eucalyptus alba besitzt ein spezifisches Gewicht von 900 bis 1010 kg/m³ bei 12 % Feuchtigkeitsgehalt. Die Borke enthält einen hohen Anteil an Tannin. Das Holz wird für schwere Konstruktionen verwendet, beispielsweise im Bergbau, im Bootsbau, für die Herstellung von Eisenbahnschwellen, Pfosten, Möbeln. Sportgeräten, Handgriffen, landwirtschaftlichen Geräten. Auch als Brennholz wird es verwendet.